# 瓦列里·波利亚科夫
瓦列里·弗拉基米罗维奇·波利亚科夫（俄语：Валерий Владимирович Поляков，羅馬化：Valeri Vladimirovich Polyakov，1942年4月27日—2022年9月19日），俄罗斯宇航员。1994年1月8日至1995年3月22日，波利亚科夫在和平号空间站停留14个月（437天18小时），为迄今为止单次停留时间最长的宇航员 。

## 荣誉
- 苏联英雄荣誉称号、金星奖章及列宁勋章（1989年4月27日，编号11596）
- 俄罗斯联邦英雄荣誉称号（1995年4月10日，编号142）
- 太空探索优异奖章（2011年4月12日）
- 军官级法国荣誉军团勋章（1989年，法国）
- 高贵勋章（1996年，哈萨克斯坦）
- 阿斯图里亚斯亲王奖国际合作奖（1999年，西班牙）
- 图拉荣誉市民（1994年）